# Joffrey Ballet
El Joffrey Ballet, es una compañía de danza con sede en Chicago , Illinois. Fue fundada por Gerald Arpino y Robert Joffrey en 1956. Realiza regularmente ballets clásicos, incluidos Romeo y Julieta y El cascanueces, y piezas de danza moderna. Muchos coreógrafos han trabajado en esta compañía, incluidos Paul Taylor, Twyla Tharp y George Balanchine. Tenía su sede en Nueva York hasta 1995, cuando se mudó a Chicago. La sede de la compañía y la academia de baile se encuentran en la Joffrey Tower, y realiza su temporada de octubre a mayo en el Auditorium Building. En 2020, la compañía trasladará su sede a la Civic Opera House de Chicago a través de un acuerdo con la Lyric Opera of Chicago.

## Historia

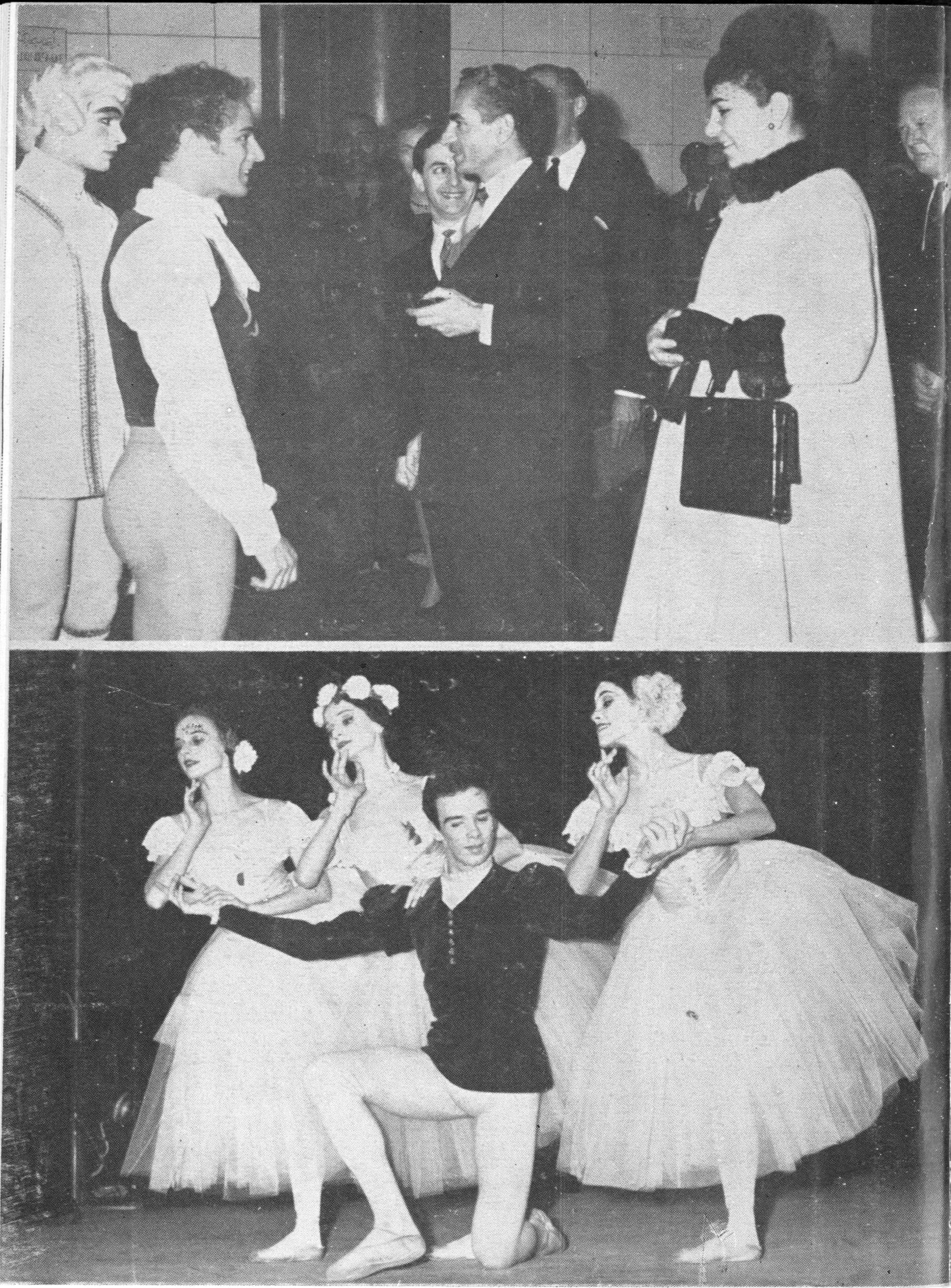
Mohammad Reza Pahlavi, Farah Diba y Joffrey Ballet dancers

En 1956, Robert Joffrey y Gerald Arpino formaron un conjunto de seis bailarines que recorrió el país en una camioneta que tiraba de un remolque de U-Haul, realizando ballets originales creados por Joffrey. Los seis bailarines originales fueron Arpino, Dianne Consoer, Brunilda Ruiz, Glen Tetley, Beatrice Tompkins y John Wilson. Mientras Joffrey se quedó en la ciudad de Nueva York para impartir clases de ballet y ganar dinero para pagar los salarios de los bailarines, Arpino dirigió la compañía. El conjunto se presentó por primera vez en una ciudad importante como Chicago en 1957. El Joffrey Ballet finalmente se estableció en la ciudad de Nueva York, bajo el nombre de Robert Joffrey Theatre Ballet. En 1962, el coreógrafo moderno Alvin Ailey fue invitado a hacer un trabajo para la compañía. Rebekah Harkness fue una importante benefactora en los inicios de la compañía e hizo posible la gira internacional (Unión Soviética, 1963), pero en 1964 ella y Joffrey se separaron.
Joffrey comenzó de nuevo, creando una nueva compañía que hizo su debut en 1965 como Joffrey Ballet. Después de una exitosa temporada en el New York City Center en 1966, fue invitada a convertirse en la compañía de ballet residente del City Center con Joffrey como director artístico y Arpino como coreógrafo jefe. En 1970 la coreografía de Arpino, Trinity, con música de rock fue bien recibida; Joffrey repuso The Green Table de Kurt Jooss en 1967, seguido por los remontajes de Façade de Ashton, Pineapple Poll de Cranko, Petrushka de Fokine (con Rudolf Nuréyev), La siesta de un fauno Nijinsky, también con Nuréyev; y Le Tricorne, Le Beau Danube y Parade de Léonide Massine. En 1973, Joffrey le pidió a Twyla Tharp que creara un ballet, Deuce Coupe. La compañía continuó como City Center Joffrey Ballet hasta 1977. 
Desde 1977, actuó como el Ballet Joffrey, con una segunda sede establecida en Los Ángeles desde 1982 hasta 1992. En 1995, la compañía salió de la ciudad de Nueva York para Chicago para establecer una residencia permanente. ahí.  Los primeros años en Chicago fueron financieramente arduos para la compañía, casi haciendo que cerrara varias veces, pero el público luego se hizo más grande y más joven. En 2005, el Ballet Joffrey celebró su décimo aniversario en Chicago y en 2007 concluyó una celebración del 50 aniversario de dos temporadas, incluida una gira "River to River" de presentaciones gratuitas al aire libre en Iowa, patrocinada por el Auditorio Hancher de la Universidad de Iowa.